# Flame (virus)
Flame, numit și sKyWIper sau Skywiper, este un virus informatic descoperit în 2012, care operează pe sistemul de operare Windows.
Programul este folosit pentru a spiona țările din Orientul Mijlociu.